# Бели, зелени и червени
„Бели, зелени и червени“ е български джазов състав.
Те са част от историята на българското джазово изкуство.

## Състав
Джазова формация „Бели, зелени и червени“ e основана на 1 октомври 1971 г. в Окръжния младежки дом в Пазарджик от саксофониста Веселин Николов.
- Веселин Николов „Весо Червения“ (30 януари 1938, Бургас) – ръководител, композитор, аранжор, алт и тенор саксофон, флейта, лидер (до 1983 г.)
- Слави Петков (18 октомври 1944, Пловдив) – флейта, тенор и баритон саксофон (до 1976 г.)
- Иван Николов – тромпет
- Константин Ангелов – тромпет
- Петър Джурков „Джурката“ (30 март 1948, Бургас) – пиано, клавишни, композитор, аранжор
- Лъчезар Димитров – китара, цигулка (до 1973 г.)
- Пъшо Конов (7 април 1948, Плевен) – баскитара, композитор
- Тодор Каптебилев – барабани (до 1976 г.)
- Румяна Русева – вокал

## Участия
Първи премиерен концерт – януари 1972 г. в Драматичния театър в Пазарджик. Режисьор на концерта е Николай Поляков – режисьор по това време в Пазарджишкия театър. През май същият концерт е изнесен в Младежкия театър в София и в зала „Евмолпия“ (Панаирни палати) в Пловдив.
Веселин Николов е главен организатор, а оркестър „Бели, зелени и червени“ взима участие в Първия български джаз фестивал в началото на март 1974 г. в Ямбол.
През 1974 г. формацията е едно от творческите звена на Пловдивската филхармония, заедно с Пловдивския симфоничен оркестър и фолклорния ансамбъл „Тракия“.
1974 г. – участие в Международния джазов фестивал в Прага.
1975 г. – участие в Джаз джембори във Варшава.
От 1 януари 1976 г. Веселин Николов – саксофон, Огнян Видев „Оги“ (4 февруари 1946, Пловдив) – китара (1974 – 1969), Петър Джурков – пиано, Пъшо Конов – бас, и Тодор Каптебилев – барабани, а от 1977 и Радул Начков „Ярката“ (30 декември 1948, Пловдив) – барабани (1977 – 1986):
- 1976 г. – участват в Международния джаз фестивал в Рино, Невада, САЩ и концерти в още няколко града на Невада и Калифорния.
- 1977 г. участват на джаз фестивали в Чехословакия, Унгария и Полша.
- 1979 г. вече с Радул Начков на барабаните формацията взима участие в Нюпорт, Ню Йорк джаз фестивал.
- през есента на 1979 г. – участие на джаз фестивал в Лайпциг.
- 1980 г., февруари – 21 дневно турне в Индия. Участия на фестивалите в Бомбай, Калкута, Делхи и концерти в много индийски градове.
- 1981 г., концертно турне в СССР – Москва, Киев, Симферопол, Кишинев и др.
- 1981 г., едноседмично турне в Швеция – Стокхолм, Гьотеборг (по случай 1300 г. българска държава).
- 1981 г. участие на джаз фестивалите в Дебрецен и Надканижа, Унгария.
- 1983 г., 7 концерта в джаз клуб „Аквариум“ във Варшава.

През есента на 1983 г. напускат Веселин Николов и Радул Начков.
- групата взима участие във всички джаз фестивали в България
- 1987 г. двумесечно турне (юли и август) в Гърция със солистка Луси Мърфи – вокал от САЩ.

- От 1988 г. към групата се присъединяват Теодосий Спасов – кавал, Йълдъз Ибрахимова – вокал; през 1989 г. на барабаните сяда Иван Енев, през 1990 г. – Владимир Хаджииванов, саксофони.

- 1991 г. се присъединява и китаристът Веселин Койчев. Той става лидер на групата.

- Веселин Койчев (14 януари 1960, Стара Загора) – лидер и китара, композитор, аранжор (от 1991 г.)
- Петър Джурков – пиано
- Владимир Хаджииванов „Доктора“ – (24 май 1944, Тутракан) – сопран и тенор саксофон, флейта от 1990 г.
- Пъшо Конов – баскитара
- Иван Енев (28 юни 1952 – Пловдив) – барабани (от 1989 г.)
- 1996 г., участие на джаз фестивал във Финландия, гр. Лаппееранта.
- 1999 г., гостува на Университета в гр. Бат, Англия.
- 2002 г., концерти в Рабат и Маракеш, Мароко.
- 2003 г., Дни на Пловдивската култура, Лесковац
- 2004 г. „Нишвил“ – Международен джаз фестивал в Ниш.

Изнесените многобройни концерти на всички форуми на джаза в страната, представянето българската джазова музика на най-престижните фестивали в света, както внушителната образователна работа и формите на многобройни колаборации на джазовата музика с всички изкуства са основата на дейността на групата. Предаването на опита на музикантите от формацията на младите става чрез джаз ателиета, семинари, основаване на „Нов музикален център“ за обучение в съвременни музикални стилове. Всеотдайното пропагандиране на джазовата музика, успехите и престижа на формацията правят името „Бели, зелени и червени“ емблематично за страната.

## Албуми
1973 г. – „Веселин Николов и неговите Бели, зелени и червени“
- 1 Алилуя
- 2 О, тъжно момиче
- 3 Щастливи дни
- 4 Работна песен
- 5 Виетнамски фрески

Състав:
- Веселин Николов „Весо Червения“ – ръководител, композитор, аранжор, алт и тенор саксофон, флейта, лидер
- Слави Петков - флейта, тенор и баритон саксофон
- Иван Николов - тромпет
- Константин Ангелов - тромпет
- Петър Джурков (Джурката) - пиано, клавишни
- Лъчезар Димитров - китара, цигулка
- Пъшо Конов - бас
- Тодор Каптебилев - барабани
- Румяна Русева - вокал

1978 г. – „Дон Жуан“
- 1 Doves
- 2 Riffs
- 3 Dance With Wine
- 4 Don Juan
- 5 Little Wild Beasts
- 6 Teresa's Eyes

Състав:
- Веселин Николов „Весо Червения“ – ръководител, композитор, аранжор, алт и тенор саксофон, флейта, лидер
- Слави Петков - флейта, тенор и баритон саксофон
- Огнян Динев - акустична/ електрическа китара
- Петър Джурков (Джурката) - пиано, фендер пиано, мууг синтезатор, хонер клавинет D6
- Пъшо Конов - бас
- Радул Начков (Радко) - барабани, лаул, перкусии

1984 г. – „Фолк-джаз бенд Пловдив“
- A1 Blues in 10+9
- A2 Homesickness
- A3 Melody for Flute
- B1 In The Old Town Again
- B2 A Spring Song And Horo

1991 г. – „Нови лица“ new faces
- 01 Philipopolis
- 02 Awaiting
- 03 The Crocodiles
- 04 Balkan Sundrome
- 05 Samba For Two – P Jourkov
- 06 Reminiscence
- 07 New Faces

1995 г. – „Пътуване в неизвестното“ sailing in the dark
- 1. Sailing
- 2. Vkisnata Boza
- 3. Don't Do Like Patrick
- 4. Devoiki Mari Hubavi
- 5. Odds And Events
- 6. Lost Time
- 7. Andi's Blues
- 8. Walkie Talkie
- 9. See The Light

1998 г. – „Джаз и фолк vol. I“
- 1. Fifty Fifty
- 2. Vkisnata Boza
- 3. Samba in 7/8
- 4. Ruskinata
- 5. Pravo Horo
- 6. Lost Time
- 7. Mladejki Dance

2000 г. – „Yamaha export“
YAMAHA EUROPE BAND
- 1. Litro & Litro
- 2. TwoTeeToRoomTwo
- 3. Blue Mouontain
- 4. Mineral Cafe
- 5. Hot Ice
- 6. Beautiful Love

WHITE GREEN RED
- 7. Sailing
- 8. See The Light

DYNAMYTE BRASS BAND
- 9. Mr. Pink
- 10. Killer Joe

UKRAINIAN BRASS